# Kungsholms IF
Kungsholms IF var en idrottsförening från Kungsholmen i Stockholm. Klubben bildades 1928 och har haft fotboll och ishockey på sitt program. I ishockey spelade man fyra säsonger i Division II: 1946/1947, 1948/1949, 1962/1963 och 1963/1964. Den bästa placeringen var en fjärdeplats 1949. Ishockeyverksamheten lades ner 1953, men återstartades igen tre år senare.